# Carlos Gómez
Carlos Gómez (New York, 1 januari 1962) is een Amerikaans acteur.

## Filmografie

### Films
Selectie:
- 2019 The Report - als Jose Rodriguez
- 2016 Ride Along 2 - als kapitein Hernandez
- 2009 All About Steve – als reddingsmedewerker
- 2009 The Perfect Game – als Umberto Macias
- 2003 House of Sand and Fog – als Alvarez
- 2003 In Hell – als Tolik
- 2000 The Crew – als Miguel
- 1998 Enemy of the State – als FBI agent
- 1997 The Peacemaker – als Santiago
- 1997 Fools Rush In – als Chuy
- 1995 Desperado – als Right Hand
- 1990 Hard to Kill – als buurman

### Televisieseries
Selectie:
- 2023 Blue Bloods - als Diego Rodriguez - 2 afl.
- 2021 Hightown - als Rafael Quinones - 3 afl.
- 2021 Big Sky  - als Gil Amaya - 3 afl.
- 2020 The Baker and the Beauty - als Rafael Garcia - 9 afl.
- 2017-2018 NCIS: New Orleans - als adjunct-directeur Dan Sanchez - 3 afl.
- 2017 Law & Order: True Crime - als Jose menendez - 6 afl.
- 2016 Madam Secretary - als Jose Campos - 12 afl.
- 2014 Gang Related - als Miguel Salazar - 5 afl.
- 2010-2013 The Glades – als Carlos Sanchez – 49 afl.
- 2009 Weeds – als Dr. Brisas – 2 afl.
- 2006-2007 Shark – als burgemeester Manuel Delgado – 12 afl.
- 2005-2006 Sleeper Cell – als SAC Edgar Diaz – 10 afl.
- 2005 Joey – als Sam de regisseur – 2 afl.
- 2003 24 – als Luis Annicon – 3 afl.
- 1999-2001 Family Law – als Alex Trujillo – 5 afl.
- 1999 Charmed – als inspecteur Rodriguez – 3 afl.
- 1995-1996 ER – als ambulancemedewerker Raul Melendez – 6 afl.

- International Standard Name Identifier: 0000 0000 5420 7817
- Library of Congress Control Number: no2008102274
- Virtual International Authority File: 19495466
- WorldCat: E39PBJvd3tpCFFHfbT4bm87yh3